# Javier Fernández Cabrera
Javier Fernández Cabrera Martín Peñato (Madrid, 4 ottobre 1984) è un allenatore di calcio spagnolo,
ct della nazionale del Bangladesh.
Cabrera è un allenatore con licenza UEFA Pro con una vasta esperienza in progetti calcistici sia professionistici che di base. Cabrera ha anche una reputazione come analista di calcio. Cabrera ha l'esperienza di lavoro come analista esperto per Opta Sports e ha anche una laurea in calcio, pubblicità e marketing.

## Carriera da allenatore
Cabrera ha lavorato come direttore tecnico e come assistente allenatore per la squadra indiana dello Sporting Clube de Goa, dal 2013 al 2015. Nel 2016 è stato nominato allenatore del club spagnolo CF Rayo Majadahonda e ha trascorso un anno ad allenare la squadra, prima di lasciare il club nel 2017. Inoltre, è stato il capo allenatore dell'FC Barcelona Academy nella Virginia del Nord per 4 mesi nel 2018. Dal 2018, Cabrera ha agito come allenatore dell'Elite Academy del Deportivo Alavés, squadra della Liga, prima di diventare il capo allenatore della nazionale di calcio del Bangladesh nel gennaio 2022.

### Nazionale di calcio del Bangladesh
Il 19 gennaio 2022 Cabrera ha terminato la firma del contratto ed è stato ufficialmente nominato allenatore della nazionale di calcio del Bangladesh. Alla firma del contratto, il primo compito di Cabrera è stato quello di osservare gli allenamenti di tutte le squadre della Premier League bengalese, al fine di scovare nuovi talenti.

## Statistiche

### Nazionale del Bangladesh in dettaglio
| giu. 2022         | Bangladesh        | Qual. Coppa d'Asia 2023 | 4° nel gruppo E   | 3  | 0 | 0 | 3  | &0,00 | 2  | 8  | -6  |
| giu.-lug. 2023    | Bangladesh        | SAFF Championship 2023  | Semifinale        | 4  | 2 | 0 | 2  | 50,00 | 6  | 5  | +1  |
| 2023              | Bangladesh        | Qual. Mondiali 2026     | nel gruppo I      | 4  | 1 | 2 | 1  | 25,00 | 4  | 10 | -6  |
| 2024              | Bangladesh        | Qual. Mondiali 2026     | nel gruppo I      | 2  | 0 | 0 | 2  | &0,00 | 0  | 6  | -6  |
| Dal 2022          | Bangladesh        | Amichevoli              |                   | 13 | 3 | 6 | 4  | 23,08 | 6  | 11 | -5  |
| Totale Bangladesh | Totale Bangladesh | Totale Bangladesh       | Totale Bangladesh | 26 | 6 | 8 | 12 | 23,08 | 18 | 40 | -22 |

### Panchine da commissario tecnico della nazionale Bangladesh
| Cronologia completa delle presenze e delle reti in nazionale ― Bangladesh | Cronologia completa delle presenze e delle reti in nazionale ― Bangladesh | Cronologia completa delle presenze e delle reti in nazionale ― Bangladesh | Cronologia completa delle presenze e delle reti in nazionale ― Bangladesh | Cronologia completa delle presenze e delle reti in nazionale ― Bangladesh | Cronologia completa delle presenze e delle reti in nazionale ― Bangladesh | Cronologia completa delle presenze e delle reti in nazionale ― Bangladesh | Cronologia completa delle presenze e delle reti in nazionale ― Bangladesh |
| Data                                                                      | Città                                                                     | In casa                                                                   | Risultato                                                                 | Ospiti                                                                    | Competizione                                                              | Reti                                                                      | Note                                                                      |
| ------------------------------------------------------------------------- | ------------------------------------------------------------------------- | ------------------------------------------------------------------------- | ------------------------------------------------------------------------- | ------------------------------------------------------------------------- | ------------------------------------------------------------------------- | ------------------------------------------------------------------------- | ------------------------------------------------------------------------- |
| 24-3-2022                                                                 | Zagabria                                                                  | Maldive                                                                   | 2 – 0                                                                     | Bangladesh                                                                | Amichevole                                                                |                                                                           | Cap: J. Bhuyan                                                            |
| 29-3-2022                                                                 | Dhaka                                                                     | Bangladesh                                                                | 0 – 0                                                                     | Mongolia                                                                  | Amichevole                                                                | -                                                                         | Cap: J. Bhuyan                                                            |
| 1-6-2022                                                                  | Soreang                                                                   | Indonesia                                                                 | 0 – 0                                                                     | Bangladesh                                                                | Amichevole                                                                | -                                                                         | Cap: J. Bhuyan                                                            |
| 8-6-2022                                                                  | Kuala Lumpur                                                              | Bahrein                                                                   | 2 – 0                                                                     | Bangladesh                                                                | Qual. Coppa d'Asia 2023                                                   | -                                                                         | Cap: J. Bhuyan                                                            |
| 11-6-2022                                                                 | Kuala Lumpur                                                              | Bangladesh                                                                | 1 – 2                                                                     | Turkmenistan                                                              | Qual. Coppa d'Asia 2023                                                   | Mohammad Ibrahim                                                          | Cap: J. Bhuyan                                                            |
| 14-6-2022                                                                 | Kuala Lumpur                                                              | Malaysia                                                                  | 4 – 1                                                                     | Bangladesh                                                                | Qual. Coppa d'Asia 2023                                                   | Mohammad Ibrahim                                                          | Cap: J. Bhuyan                                                            |
| 22-9-2022                                                                 | Phnom Penh                                                                | Cambogia                                                                  | 0 – 1                                                                     | Bangladesh                                                                | Amichevole                                                                | Rakib Hossain                                                             | Cap: J. Bhuyan                                                            |
| 27-9-2022                                                                 | Kathmandu                                                                 | Nepal                                                                     | 3 – 1                                                                     | Bangladesh                                                                | Amichevole                                                                | Rakib Hossain                                                             | Cap: J. Bhuyan                                                            |
| 15-3-2023                                                                 | Dhaka                                                                     | Bangladesh                                                                | 1 – 1                                                                     | Malawi                                                                    | Amichevole                                                                | Bishwnath Ghosh                                                           | Cap: J. Bhuyan                                                            |
| 25-3-2023                                                                 | Dhaka                                                                     | Bangladesh                                                                | 1 – 0                                                                     | Seychelles                                                                | Amichevole                                                                | Tariq Kazi                                                                | Cap: J. Bhuyan                                                            |
| 28-3-2023                                                                 | Dhaka                                                                     | Bangladesh                                                                | 0 – 1                                                                     | Seychelles                                                                | Amichevole                                                                | -                                                                         | Cap: T.Barman                                                             |
| 15-6-2023                                                                 | Phnom Penh                                                                | Cambogia                                                                  | 0 – 1                                                                     | Bangladesh                                                                | Amichevole                                                                | Mojibur Rahman Jony                                                       | Cap: J. Bhuyan                                                            |
| 22-6-2023                                                                 | Bengaluru                                                                 | Libano                                                                    | 2 – 0                                                                     | Bangladesh                                                                | SAFF Championship 2023 - 1º turno                                         | -                                                                         | Cap: J. Bhuyan                                                            |
| 25-6-2023                                                                 | Bengaluru                                                                 | Bangladesh                                                                | 3 – 1                                                                     | Maldive                                                                   | SAFF Championship 2023 - 1º turno                                         | Rakib Hossain Tariq Kazi Shekh Morsalin                                   | Cap: J. Bhuyan                                                            |
| 28-6-2023                                                                 | Bengaluru                                                                 | Bhutan                                                                    | 1 – 3                                                                     | Bangladesh                                                                | SAFF Championship 2023 - 1º turno                                         | Shekh Morsalin autorete Rakib Hossain                                     | Cap: J. Bhuyan                                                            |
| 1-7-2023                                                                  | Bengaluru                                                                 | Kuwait                                                                    | 1 – 0 dts                                                                 | Bangladesh                                                                | SAFF Championship 2023 - Semifinale                                       | -                                                                         | Cap: J. Bhuyan                                                            |
| 3-9-2023                                                                  | Dhaka                                                                     | Bangladesh                                                                | 0 – 0                                                                     | Afghanistan                                                               | Amichevole                                                                | -                                                                         | Cap: T.Barman                                                             |
| 7-9-2023                                                                  | Dhaka                                                                     | Bangladesh                                                                | 1 – 1                                                                     | Afghanistan                                                               | Amichevole                                                                | Shekh Morsalin                                                            | Cap: J. Bhuyan                                                            |
| 12-10-2023                                                                | Male                                                                      | Maldive                                                                   | 1 – 1                                                                     | Bangladesh                                                                | Qual. Mondiali 2026                                                       | Saad Uddin                                                                | Cap: J.Bhuyan                                                             |
| 17-10-2023                                                                | Dhaka                                                                     | Bangladesh                                                                | 2 – 1                                                                     | Maldive                                                                   | Qual. Mondiali 2026                                                       | Rakib Hossain Mohammed Fahim                                              | Cap: J.Bhuyan                                                             |
| 16-11-2023                                                                | Melbourne                                                                 | Australia                                                                 | 7 – 0                                                                     | Bangladesh                                                                | Qual. Mondiali 2026                                                       | -                                                                         | Cap: J.Bhuyan                                                             |
| 21-11-2023                                                                | Dhaka                                                                     | Bangladesh                                                                | 1 – 1                                                                     | Libano                                                                    | Qual. Mondiali 2026                                                       | Shekh Morsalin                                                            | Cap: J.Bhuyan                                                             |
| 10-3-2024                                                                 | Riad                                                                      | Sudan                                                                     | 0 – 0                                                                     | Bangladesh                                                                | Amichevole                                                                | -                                                                         | Cap: J. Bhuyan                                                            |
| 14-3-2024                                                                 | Riad                                                                      | Sudan                                                                     | 3 – 0                                                                     | Bangladesh                                                                | Amichevole                                                                | -                                                                         | Cap: J. Bhuyan                                                            |
| 21-3-2024                                                                 | Al Kuwait                                                                 | Palestina                                                                 | 5 – 0                                                                     | Bangladesh                                                                | Qual. Mondiali 2026                                                       | -                                                                         | Cap: J.Bhuyan                                                             |
| 26-3-2024                                                                 | Dhaka                                                                     | Bangladesh                                                                | 0 – 1                                                                     | Palestina                                                                 | Qual. Mondiali 2026                                                       | -                                                                         | Cap: J.Bhuyan                                                             |
| Totale                                                                    |                                                                           | Presenze                                                                  | 26                                                                        |                                                                           | Reti                                                                      | 18                                                                        |                                                                           |